# Hexenkräuter
Die Hexenkräuter (Circaea) sind eine Pflanzengattung innerhalb der Familie der Nachtkerzengewächse (Onagraceae).

## Beschreibung

### Vegetative Merkmale
Die Hexenkräuter sind krautige Pflanzen mit einem kriechenden Rhizom. Meist bilden sie zahlreiche Ausläufer. Die Blätter sind gegenständig, ihre Form ist eiförmig bis eiförmig-lanzettlich, der Blattrand ist oft gezähnt.

### Generative Merkmale
Die Blüten stehen in Trauben. Die relativ kleinen Blüten sind radiärsymmetrisch und zweizählig.

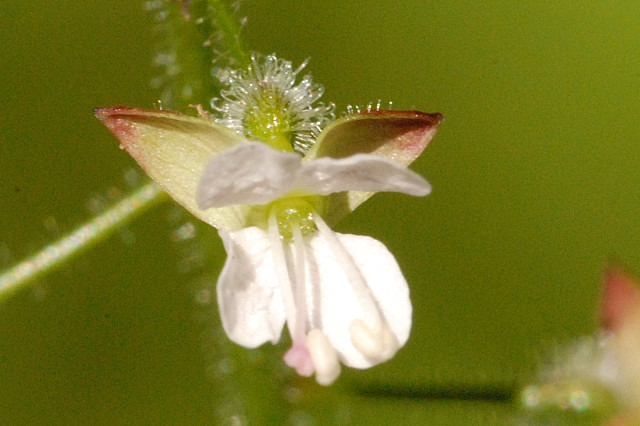
Blüte des Großen Hexenkrauts (Circaea lutetiana)

Der Blütenbecher kann den Fruchtknoten in einer engen Röhre überragen und ist von einer Nektarscheibe (Diskus) gekrönt. Die Blütenhülle ist doppelt. Die Kronblätter sind zweispaltig, ihre Färbungen weiß oder rötlich. Kelch- und Kronblätter fallen nach der Anthese ab.
Die zwei Staubblätter stehen vor den Kelchblättern. Die Narbe ist keulenförmig oder zweispaltig. Funktionell sind es Scheibenblumen, die hauptsächlich von Dipteren, besonders Schwebfliegen bestäubt werden (Fliegenblumen).
Die nussartigen Schließfrüchte besitzen Hakenborsten. Eine Frucht hat ein bis zwei Fächer mit ebenso ein bis zwei Samen ohne Haarschopf.
Die Chromosomenzahl beträgt 2n = 22.

## Systematik

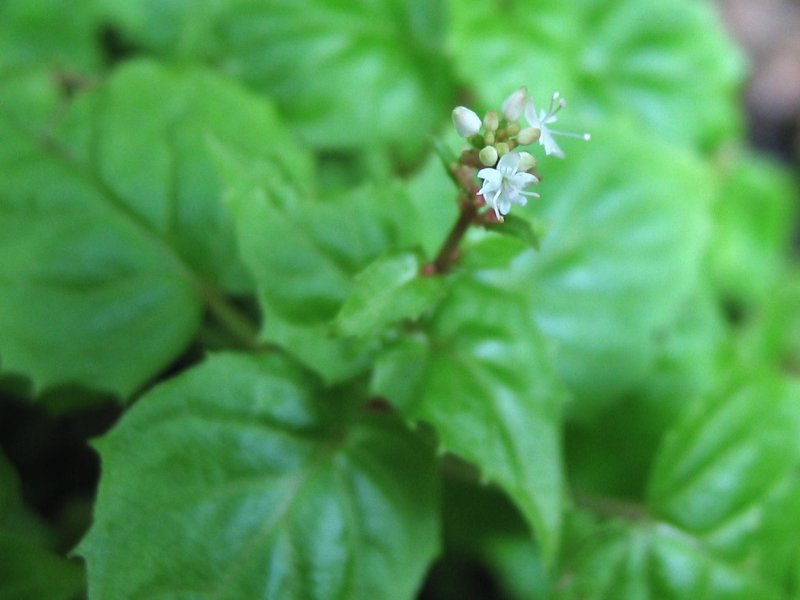
Circaea alpina

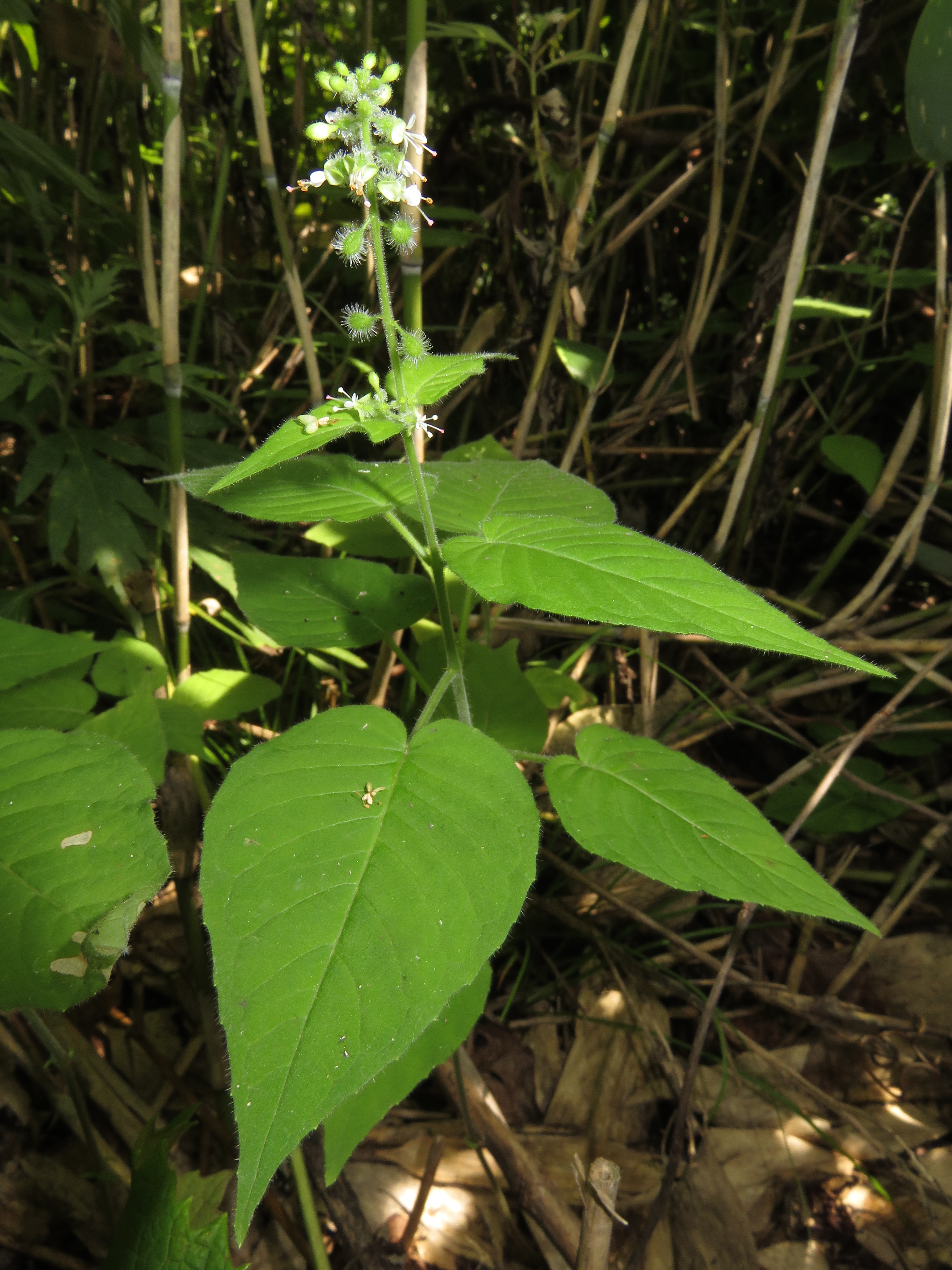
Circaea cordata

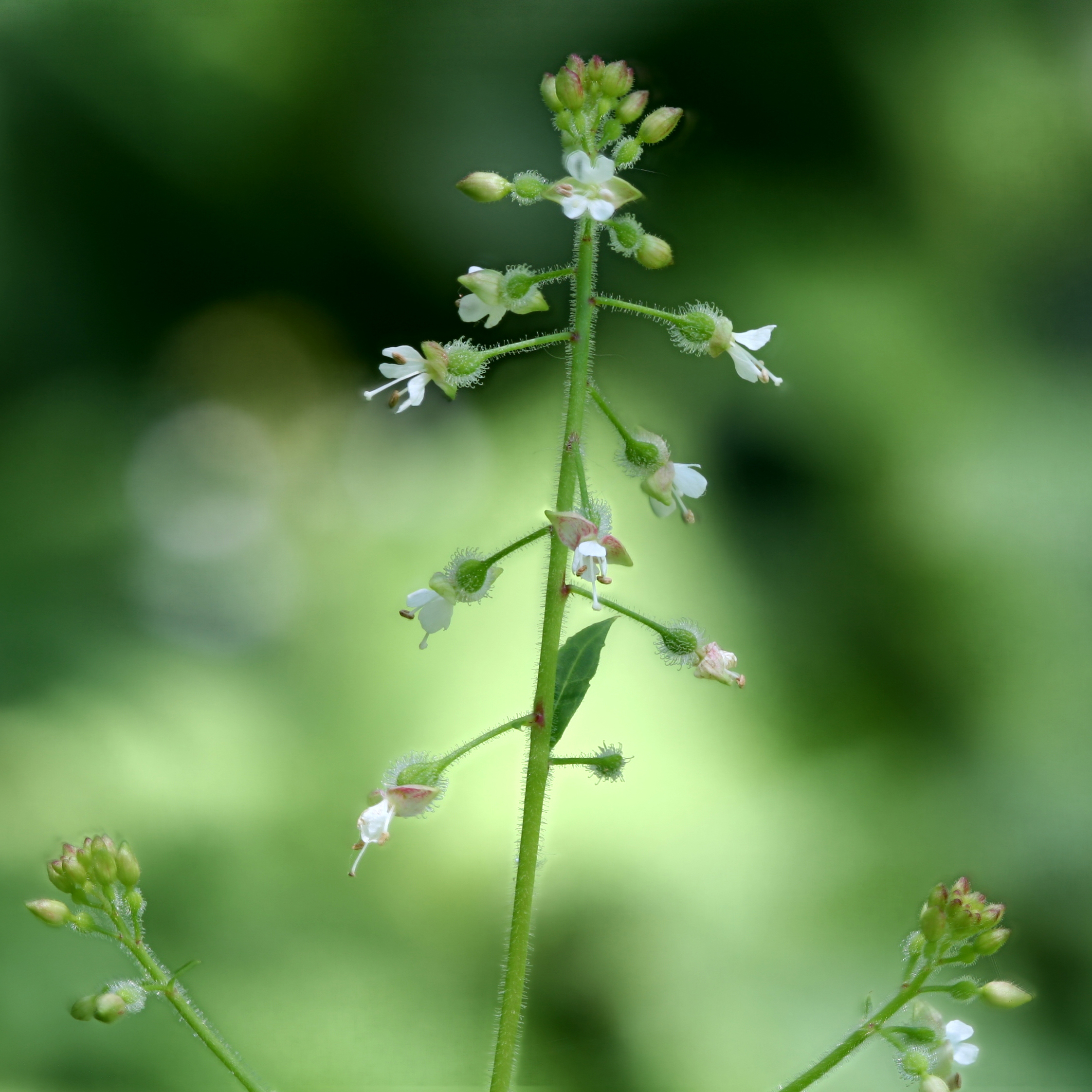
Großes Hexenkraut (Circaea lutetiana subsp. canadensis)

Die Gattung Circaea wurde durch Carl von Linné aufgestellt. In der Gattung Circaea gibt es sieben bis zehn Arten:
- Alpen-Hexenkraut (Circaea alpina L.): Es kommt in Eurasien und Nordamerika in mindestens sechs Unterarten vor.
- Circaea cordata Royle: Sie ist vom nördlichen Indien, Kaschmir, Pakistan, Korea, Japan, Taiwan bis China und Russlands Fernen Osten verbreitet.[1]
- Circaea erubescens Franch. & Sav.: Sie kommt in Japan, im südlichen Korea und in China vor.[1]
- Circaea glabrescens (Pamp.) Hand.-Mazz.: Sie gedeiht in laubabwerfenden Wäldern in Höhenlagen von 700 bis 2500 Metern im südöstlichen Gansu, im westlichen Hubei, in Shaanxi, im südwestlichen Shanxi, im nördlichen Sichuan und in Taiwan.[1]
- Großes Hexenkraut (Circaea lutetiana L.)[2]: Es gibt drei Unterarten:
  - Circaea lutetiana subsp. canadensis (L.) Asch. & Magnus (Syn.: Circaea canadensis (L.) Hill): Sie kommt in Nordamerika vor.
  - Circaea lutetiana subsp. lutetiana: Sie kommt in Eurasien und Nordafrika vor.
  - Circaea lutetiana subsp. quadrisulcata (Maxim.) Asch. & Magnus (Syn.: Circaea quadrisulcata (Maxim.) Franch. & Sav., Circaea canadensis subsp. quadrisulcata (Maxim.) Boufford): Sie kommt in Asien und stellenweise auch in Europa (Kärnten, Osttirol) vor.
- Circaea mollis Siebold & Zucc.: Sie kommt in Indien, Kambodscha, Laos, Myanmar, im nördlichen Vietnam, in Japan, Korea, im südöstlichen Russland und in China vor.[1]
- Circaea repens Wall. ex Asch. & Magnus: Sie kommt in Pakistan, Indien, Nepal, Bhutan, Tibet und in den chinesischen Provinzen Hubei, Sichuan sowie Yunnan vor.[1]

Die Circaea-Arten können miteinander Naturhybriden bilden, darunter: 
- Mittleres Hexenkraut (Circaea ×intermedia Ehrh.)